# Лас-Кабесас-де-Сан-Хуан
Лас-Кабесас-де-Сан-Хуан (ісп. Las Cabezas de San Juan) — муніципалітет в Іспанії, у складі автономної спільноти Андалусія, у провінції Севілья. Населення — 16 571 особа (2010).
Муніципалітет розташований на відстані близько 430 км на південний захід від Мадрида, 45 км на південь від Севільї.
На території муніципалітету розташовані такі населені пункти: (дані про населення за 2010 рік)
- Лас-Кабесас-де-Сан-Хуан: 14672 особи
- Марісмільяс: 1599 осіб
- Сакраменто: 138 осіб
- Сан-Леандро: 65 осіб
- Ветаеррадо: 97 осіб

## Демографія
Динаміка населення (INE ):

## Галерея зображень

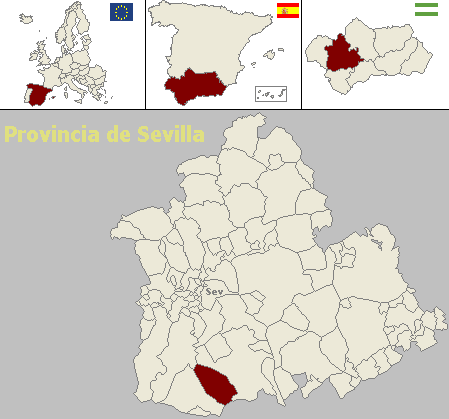
Розташування муніципалітету Лас-Кабесас-де-Сан-Хуан у провінції Севілья
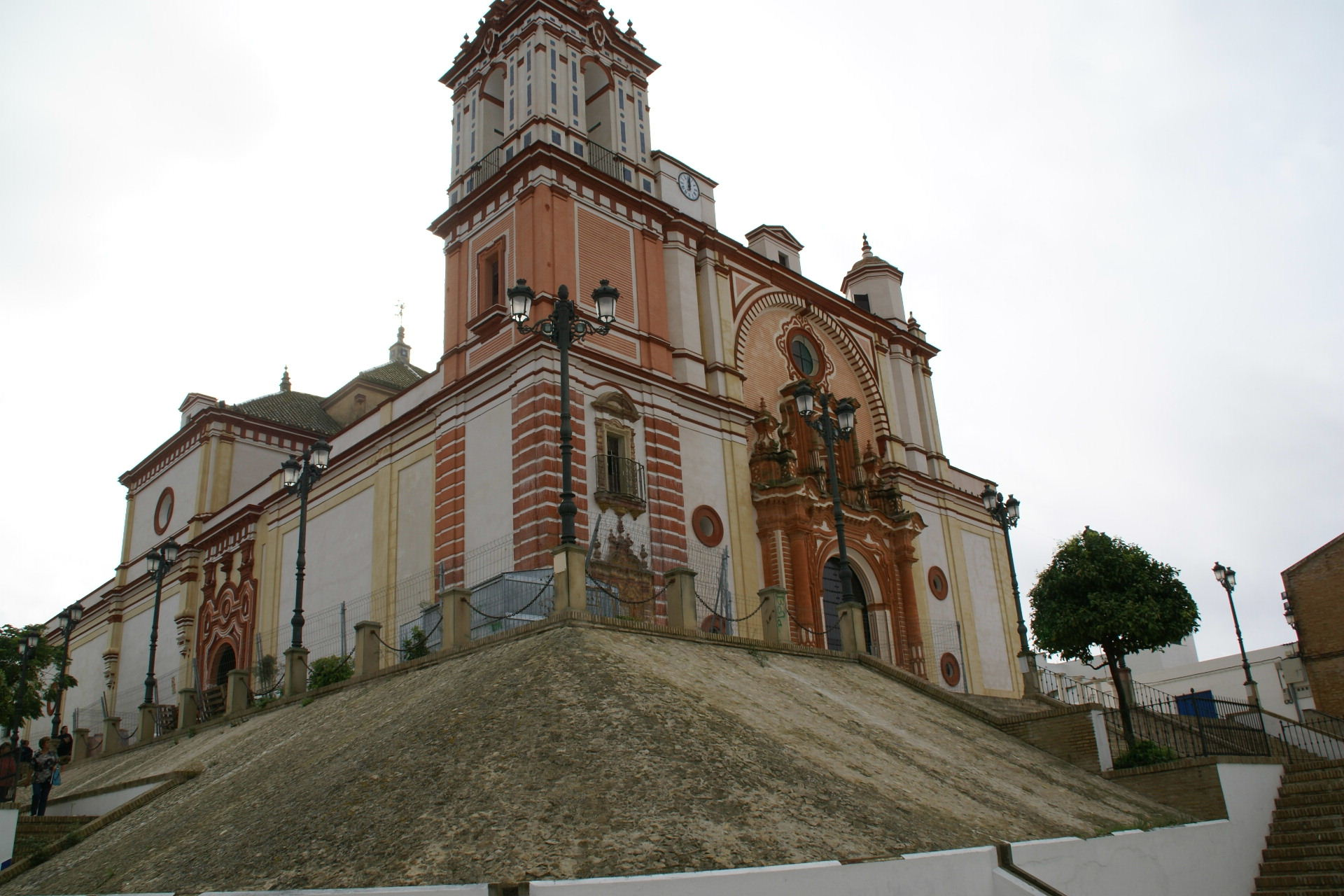
Лас-Кабесас-де-Сан-Хуан, церква
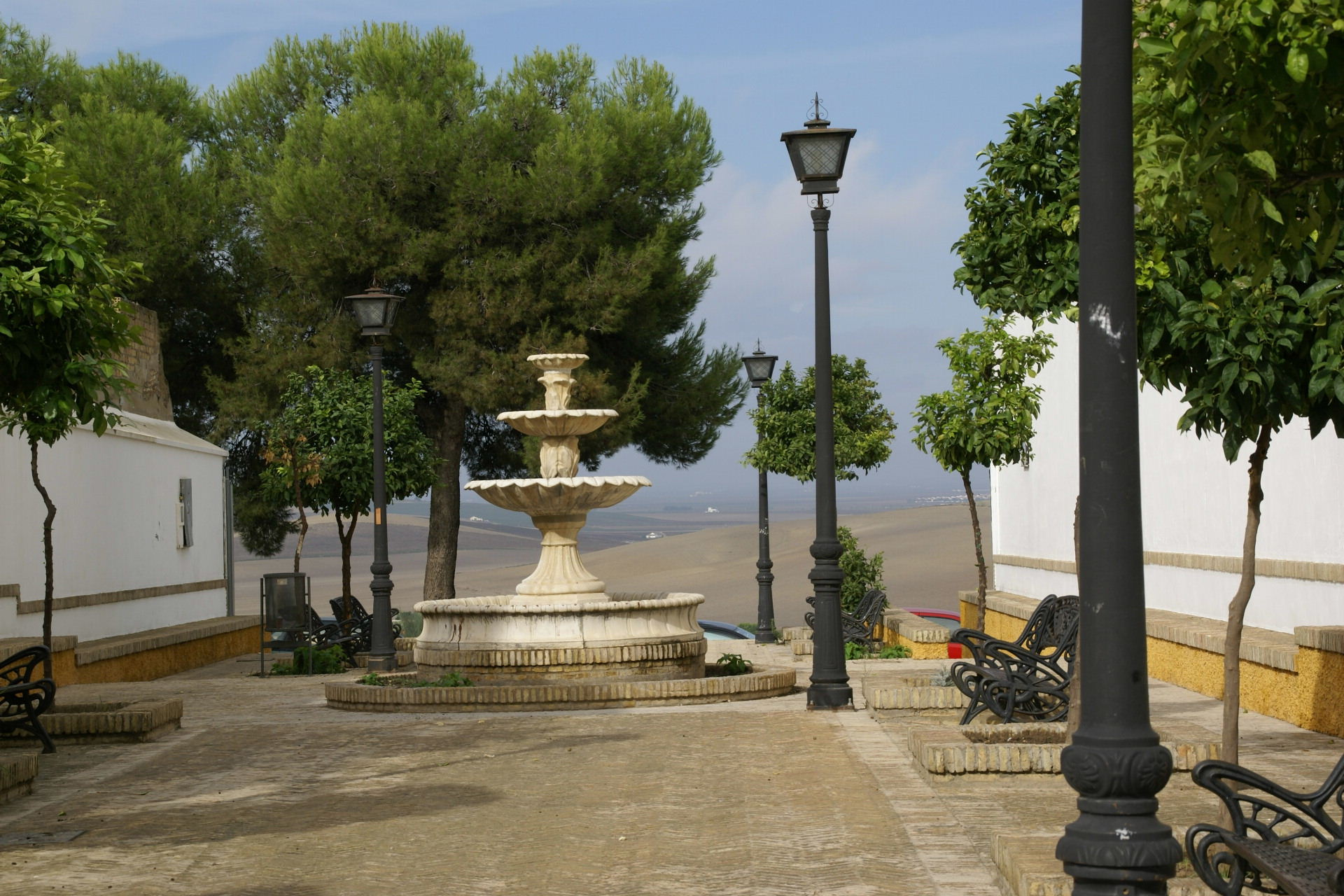
Фонтан
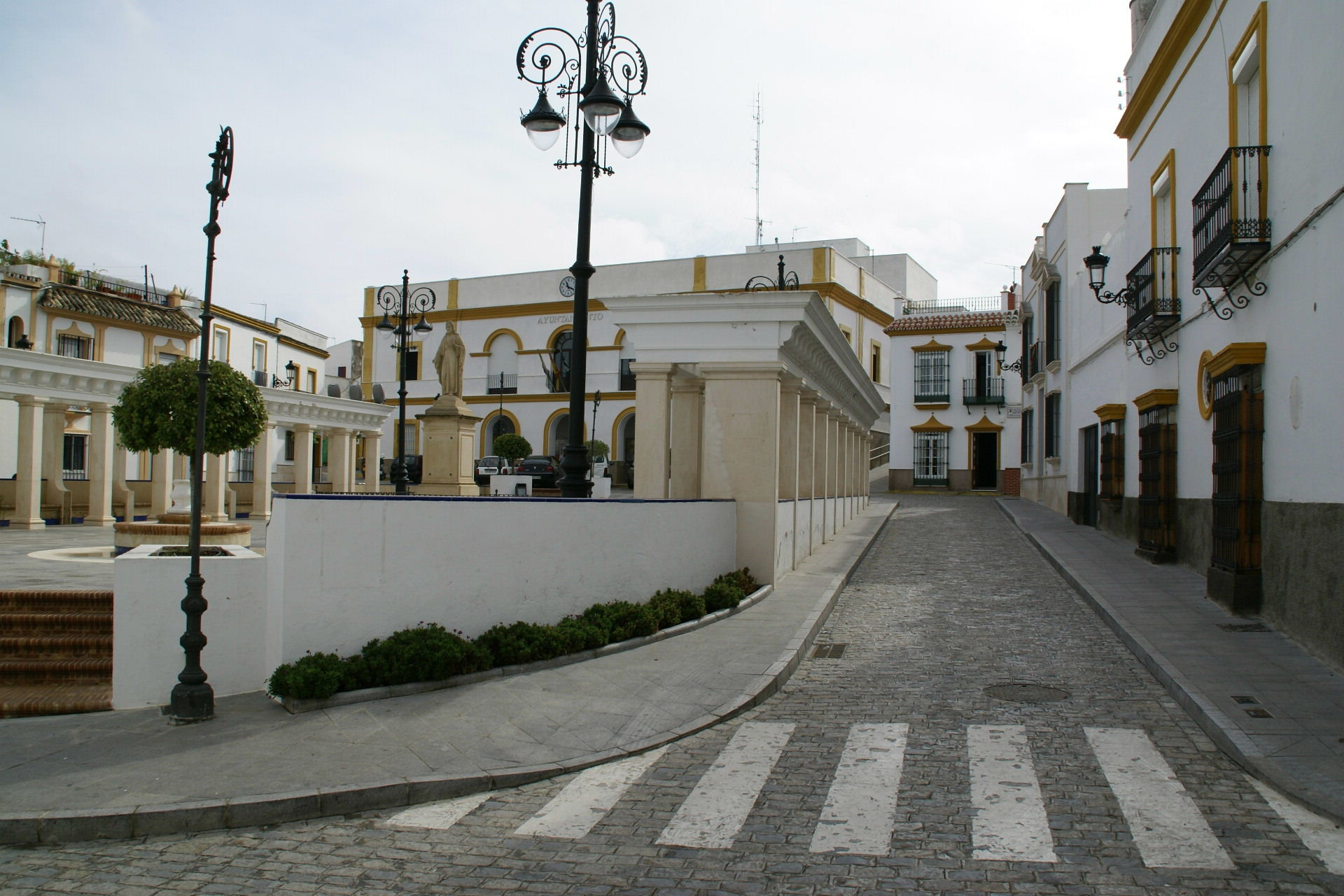
Площа Конституції
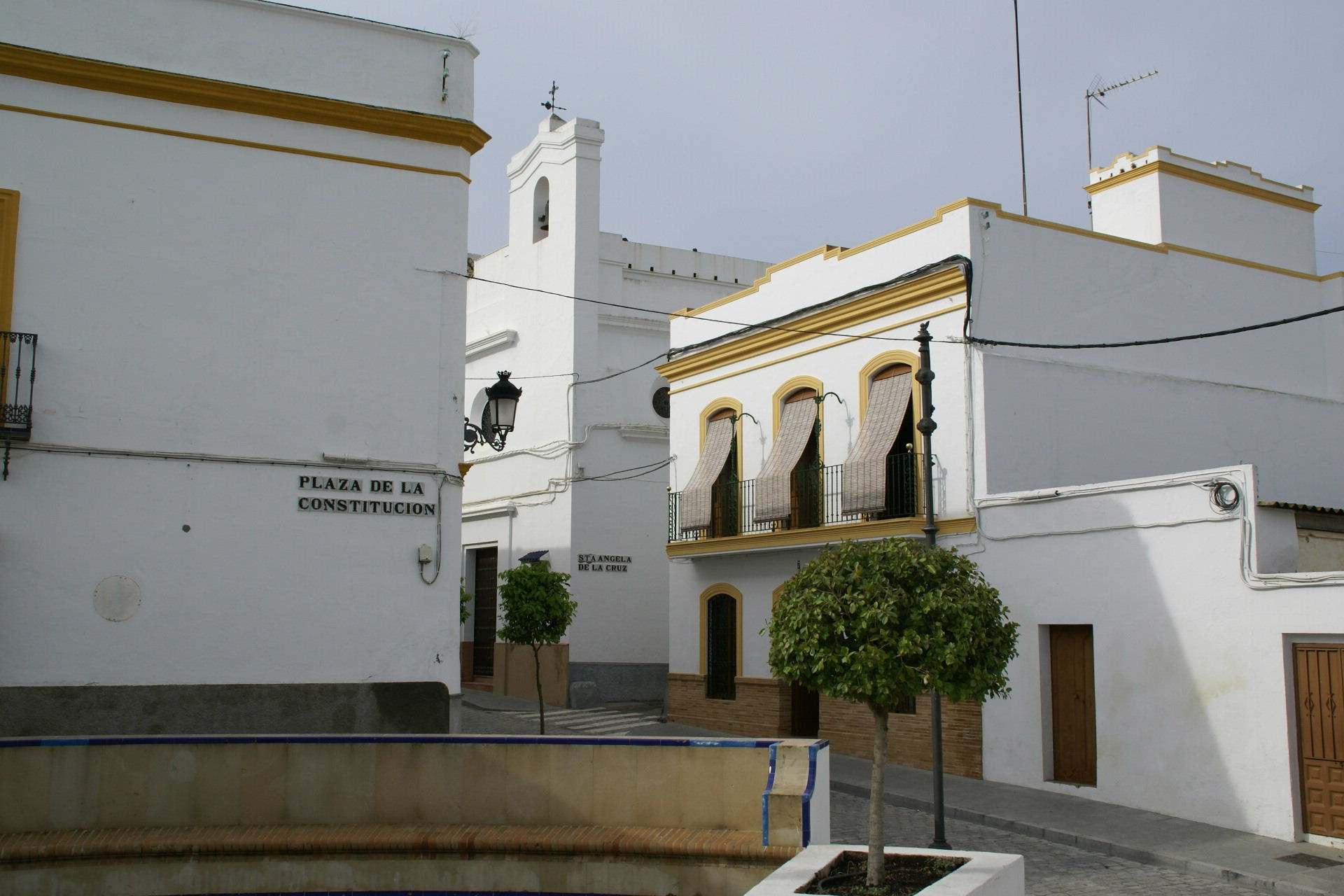
Монастир Санта-Анхела-де-ла-Крус